# Semikarakorsk
Semikarakorsk (Semikarakorsk en ruso) es una localidad rusa del óblast de Rostov y centro administrativo del raión de Semikarakorsk situado a la izquierda del río Don a 137 al noreste de Rostov del Don.
La stanitsa de Semikarakorskaya, fundada por cosacos del Don, fue conocida desde 1672. La stanitsa ha cambiado de localización con frecuencia a causa del desbordamiento del río hasta su ubicación actual en 1845.
La localidad obtuvo el estatus de asentamiento de tipo urbano en 1958, y de ciudad en 1972.

## Demografía
| 1939  | 1959   | 1970   | 1979   | 1989   | 1998   | 2002   | 2008   |
| ----- | ------ | ------ | ------ | ------ | ------ | ------ | ------ |
| 5 900 | 15 900 | 18 300 | 20 200 | 22 704 | 24 200 | 23 473 | 23 087 |